# Abelardo Dutra Meireles
Abelardo Dutra Meireles (Cristiano Otoni, 10 de novembro de 1926 — 8 de dezembro de 2016) foi um ex-futebolista brasileiro que atuou como atacante.
Dotado de grande velocidade, Abelardo possui maior identificação com a equipe do Cruzeiro onde é tido como um dos maiores jogadores que já passaram pelo ataque da equipe.

## Carreira
Revelado pelo Cruzeiro, estreou em amistoso realizado em 24 de abril de 1946, vitória por 3x0 sobre o Metalusina. Em 1948, foi o grande nome do Campeonato Mineiro. Em sua primeira passagem pelo clube mineiro, Abelardo jogou até fevereiro de 1949.
Chegou ao Palmeiras em 1949, estreando em 13 de março no amistoso contra o Paulista de Araraquara, onde marcou 1 dos 5 gols da goleada por 5x0. Ficou no clube até o primeiro semestre de 1950, atuando em 38 partidas e marcando 19 gols.
Retornou ao Cruzeiro, onde atuou entre 1951 a 1953.
Voltaria ao Cruzeiro em 1956, quando foi campeão mineiro.
Entre 1959 e 1960, voltaria ao Cruzeiro, sendo novamente campeão mineiro, em 1959.

### Títulos
Cruzeiro
- Campeonato Mineiro[3][9]: 1956 e 1959

## Morte
Morreu aos 90 anos, em 8 de dezembro de 2016.